# 25イヤーズ・ザ・チェイン
25イヤーズ・ザ・チェイン(25 Years - The Chain)は、1992年に発表されたイギリス・アメリカ混成のバンド、フリートウッド・マックのコンピレーション・アルバム（ボックス・セット）である。4枚組CDであり、1967年の結成から1992年までのバンドの歴史を扱っている。このアルバムは数曲の未発表曲と既発表曲のリミックスを収録している。
2枚組CDの簡略版も販売されている（下を参照）。新曲「ラヴ・シャインズ(Love Shines)」はイギリスでシングルとして発売された。一方、「ペーパー・ドール(Paper Doll)」はアメリカで発売された。

## 収録曲

### CD 1
1. ペーパー・ドール - Paper Doll [New Song](Nicks/Vito/Herron)
2. ラブ・シャインズ - Love Shines [New Song] (C McVie/Quintela)
3. スタンド・バック - Stand Back [1987 Live] (Nicks)
4. クリスタル - Crystal (Nicks)
5. ミッドナイト・ラヴ - Isn't It Midnight [Alternate Mix] (C McVie/Quintela/Buckingham)
6. ビッグ・ラヴ - Big Love (Buckingham)
7. エブリホエア - Everywhere (C McVie)
8. アフェアーズ・オブ・ザ・ハート - Affairs of the Heart (Nicks)
9. ハート・オブ・ストーン - Heart of Stone [New Song] (C McVie/Quintela)
10. セーラ - Sara (Nicks)
11. ザッツ・オール・フォー・エブリワン - That's All for Everyone (Buckingham)
12. オーヴァー・マイ・ヘッド - Over My Head (C McVie)
13. リトル・ライズ - Little Lies (C McVie/Quintela)
14. アイズ・オブ・ザ・ワールド - Eyes of the World (Buckingham)
15. オー・ダイアン - Oh Diane (Buckingham/Dashut)
16. イン・ザ・バック・オブ・マイ・マインド - In the Back of My Mind (Burnette/Malloy)
17. メイク・ミー・ア・マスク - Make Me a Mask [New Song] (Buckingham)

### CD 2
1. セイヴ・ミー - Save Me (C McVie/Quintela)
2. グッドバイ・エンジェル - Goodbye Angel [Mirage Outtake] (Buckingham)
3. シルヴァー・スプリングス - Silver Springs [1976 B-Side] (Nicks)
4. 何が貴女を - What Makes You Think You're the One (Buckingham)
5. シンク・アバウト・ミー - Think About Me (C McVie)
6. 愛のジプシー - Gypsy [Long Version] (Nicks)
7. ユー・メイク・ラヴィング・ファン - You Make Loving Fun (C McVie)
8. セカンド・ハンド・ニュース - Second Hand News (Buckingham)
9. ラブ・イン・ストアー - Love In Store [Alternate Mix] (C McVie/Recor)
10. ザ・チェイン - The Chain [Alternate Mix] (Buckingham/Fleetwood/C McVie/J McVie/Nicks)
11. ティーン・ビート - Teen Beat [1982 Live] (Buckingham/Dashut)
12. ドリームス - Dreams [Alternate Mix] (Nicks)
13. オンリー・オーヴァー・ユー - Only Over You (C McVie)
14. アイム・ソー・アフレイド - I'm So Afraid [Live] (Buckingham)
15. ラヴ・イズ・デンジャラス - Love Is Dangerous (Vito/Nicks)
16. ゴールド・ダスト・ウーマン - Gold Dust Woman (Nicks)
17. ノット・ザット・ファニー - Not That Funny (Buckingham)

### CD 3
1. ウォーム・ウェイズ - Warm Ways (C McVie)
2. セイ・ユー・ラヴ・ミー - Say You Love Me (C McVie)
3. ドント・ストップ - Don't Stop (C McVie)
4. リアノン - Rhiannon (Nicks)
5. ウォーク・ア・シン・ライン - Walk a Thin Line (Buckingham)
6. 夜ごとの嵐 - Storms (Nicks)
7. オウン・ウェイ - Go Your Own Way (Buckingham)
8. 月世界の娘 - Sisters of the Moon (Nicks)
9. マンデイ・モーニング - Monday Morning (Buckingham)
10. ランドスライド - Landslide (Nicks)
11. ヒプノタイズド - Hypnotized (Welch)
12. レイ・イット・オール・ダウン - Lay It All Down [Alternate Mix] (Welch)
13. エンジェル - Angel (Nicks)
14. ビューティフル・チャイルド - Beautiful Child [Alternate Mix] (Nicks)
15. 茶色の瞳 - Brown Eyes (C McVie)
16. セイヴ・ミー・ア・プレイス - Save Me a Place (Buckingham)
17. タスク - Tusk [USC Intro Mix] (Buckingham)
18. もう帰らない - Never Going Back Again (Buckingham)
19. ソングバード - Songbird (C McVie)

### CD 4
1. アイ・ビリーヴ・マイ・タイム・エイント・ロング - I Believe My Time Ain't Long (Spencer)
2. ニード・ユア・ラヴ・ソー・バッド - Need Your Love So Bad (John)
3. がらがらへび - Rattlesnake Shake (Green)
4. オー・ウェル - Oh Well, Part 1 (Green)
5. モタモタするな - Stop Messin' Round (Green/Adams)
6. グリーン・マナリシ - The Green Manalishi (Green)
7. アルバトロス (あほうどり) - Albatross (Green)
8. マン・オブ・ザ・ワールド - Man of the World (Green)
9. 燃える恋 - Love That Burns (Green/Adams)
10. ブラック・マジック・ウーマン - Black Magic Woman (Green)
11. ウォッチ・アウト - Watch Out (Green)
12. ストリング・A・ロング - String-A-Long [Jeremy Spencer Solo Song featuring FM] (Duncan/Doyle)
13. ステイション・マン - Station Man (Kirwan/Spencer/J McVie)
14. 私を愛したことあるの - Did You Ever Love Me (C McVie/Welch)
15. 悲しい女 - Sentimental Lady (Welch)
16. リトル・ビット・クローサー - Come a Little Bit Closer (C McVie)
17. ガラスのヒーロー - Heroes are Hard to Find (C McVie)
18. トリニティ - Trinity [Bare Trees Outtake] (Kirwan)
19. ホワイ - Why (C McVie)

## セレクション盤
上記の4枚組ボックス・セットをCD2枚に編集。

### CD 1
1. ペーパー・ドール - Paper Doll
2. ラヴ・シャインズ - Love Shines
3. ラヴ・イン・ストアー - Love In Store
4. グッドバイ・エンジェル - Goodbye Angel
5. ハート・オブ・ストーン - Heart Of Stone
6. シルヴァー・スプリングス - Silver Springs
7. オー・ダイアン - Oh Diane
8. ビッグ・ラヴ - Big Love
9. リアノン - Rhiannon
10. クリスタル - Crystal
11. ザ・チェイン - The Chain
12. オーヴァー・マイ・ヘッド - Over My Head
13. ドリームス - Dreams
14. オウン・ウェイ - Go Your Own Way
15. セーラ - Sara
16. ホールド・ミー - Hold Me
17. 愛のジプシー - Gypsy
18. メイク・ミー・ア・マスク - Make Me A Mask

### CD 2
1. ドント・ストップ - Don't Stop
2. エブリホエア - Everywhere
3. タスク - Tusk
4. ノット・ザット・ファニー - Not That Funny
5. ビューティフル・チャイルド - Beautiful Child
6. ティーン・ビート - Teen Beat
7. ニード・ユア・ラヴ・ソー・バッド - Need Your Love So Bad
8. 私を愛したことあるの - Did You Ever Love Me
9. オー・ウェル - Oh Well (Part 1)
10. アイ・ビリーヴ・マイ・タイム・エイント・ロング - I Believe My Time Ain't Long
11. バミューダ・トライアングル - Bermuda Triangle
12. ホワイ - Why
13. ステイション・マン - Station Man
14. アルバトロス - Albatross
15. ブラック・マジック・ウーマン - Black Magic Woman
16. モタモタするな - Stop Messin' Round
17. トリニティ - Trinity
18. ガラスのヒーロー - Heroes Are Hard to Find
19. グリーン・マナリシ - The Green Manalishi (With The Two Prong Crown)

## クレジット
- スティーヴィー・ニックス - ボーカル
- ピーター・グリーン - ギター、ボーカル、バンジョー
- ジェレミー・スペンサー - ギター、ボーカル
- ダニー・カーワン - ギター、ボーカル
- ボブ・ウェルチ - ギター、ボーカル
- ボブ・ウェストン - ギター、ボーカル
- リンジー・バッキンガム - ギター、ボーカル
- ビリー・バーネット - ギター、ボーカル
- リック・ビトー - ギター、ボーカル
- クリスティン・マクヴィー - キーボード、ボーカル
- ジョン・マクヴィー - ベース
- ミック・フリートウッド - パーカッション、ドラム